# Vir pri Stični
Vir pri Stični je naselje v Občini Ivančna Gorica.
Kraj je znan predvsem po arheološkem najdišču, imenovanem Gradišče, kjer je bilo med leti 800 pr. n. št. in 400 pr. n. št. utrjeno mesto. Vidni so tudi ostanki grobov v obliki gomil, predvsem v okolici turistične kmetije »Grofija«. Gradišče je naziv predela severno od kraja, do vrha vzpetine, imenovane Gradišče (519 mnm; pri Mekinjah nad Stično).Tam je tudi prvo najdišče človeške ribice.